# Дмоховский, Александр Георгиевич
Александр Георгиевич Дмоховский (15 апреля 1937, Москва — 14 марта 1984) — советский поэт-песенник.

## Биография
Родители Александра были репрессированы в годы большого террора в СССР. Отец — Зиновий Доссер, расстрелян в 1938 году, мама — Евгения Михайловна Филиппова — врач-микробиолог, разработчик вакцины от полиомиелита, осуждена на 25 лет.
Воспитывался тётей по матери, Анной Михайловной Дмоховской (1914—1954), актрисой МХАТа.
Два года отучился в Московском архитектурном институте, оставил его и поступил в Литературный институт, который окончил в 1962 году.
Сотрудничал в периодической печати — «Московская правда», «Литература и жизнь» (отдел поэзии), «Музыкальная жизнь». С начала 1970-х профессионально занимался литературным творчеством.
На его слова написано около 300-х песен: «Колыбельная падающих звёзд», «Дорога разлуки», «Сердце на снегу», «Синий лён» (русский текст), «Старый мотив», «Твоя дорога», «Где-то за радугой», «Помни» и др., которые исполняли известные советские эстрадные певцы — Муслим Магомаев, Ренат Ибрагимов, Нани Брегвадзе, Иосиф Кобзон, Лев Барашков, Полад Бюль-Бюль оглы, квартет «Аккорд» и др. Написал, в соавторстве с Анатолием Кремером, либретто оперетт «Ваш покорнейший слуга», «Катрин».

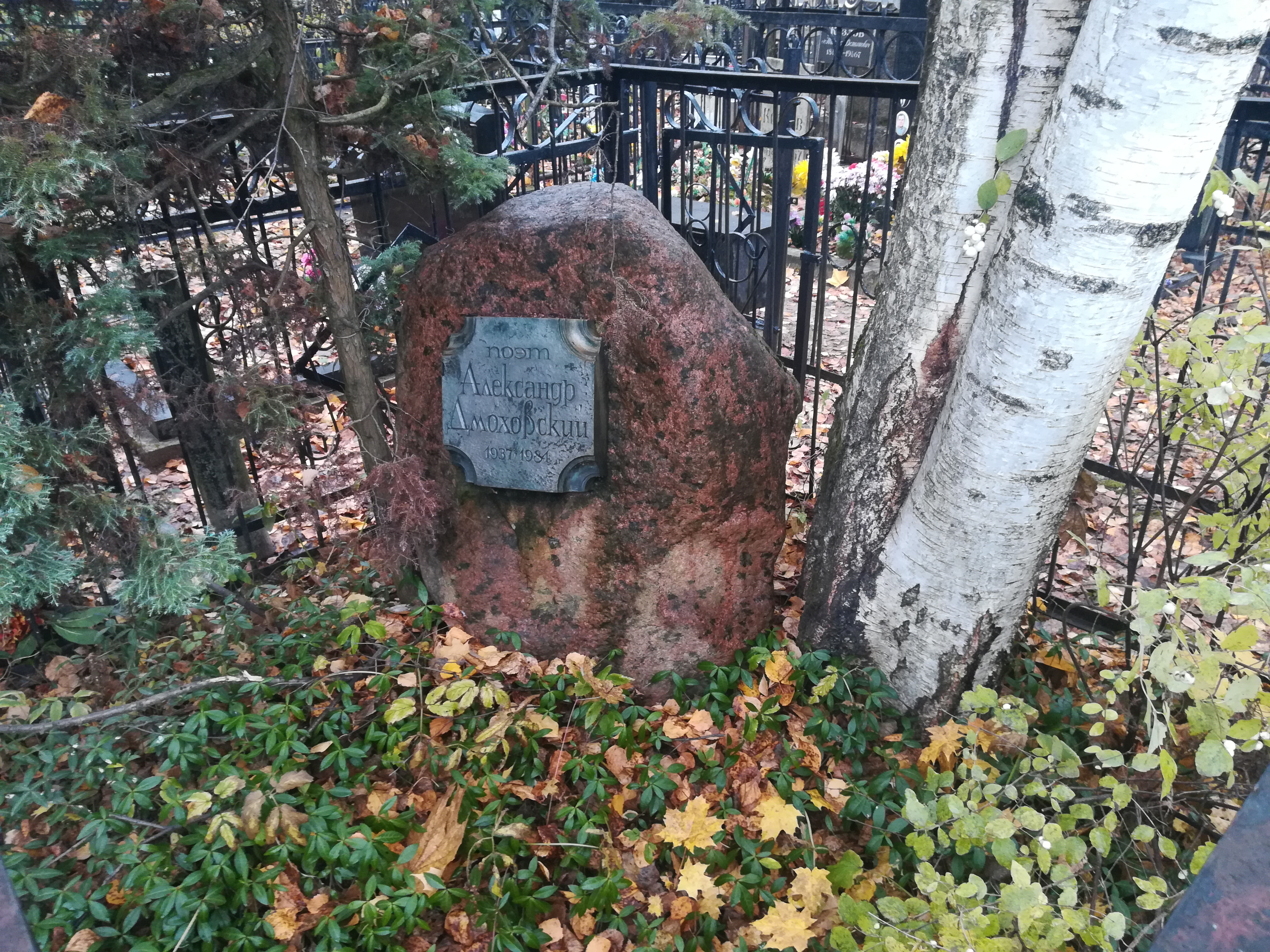
Могила Александра Дмоховского на Кунцевском кладбище

Похоронен на Кунцевском кладбище  (1 уч.).